# أدولف شمال
أدولف شمال (بالألمانية: Adolf Schmal)‏ (و. 1872 – 1919 م) هو دراج على المضمار، ومُبارز بالسيف، ودراج طريق، وصحافي نمساوي، ولد في دورتموند، وتوفي في سالزبورغ، عن عمر يناهز 47 عاماً. 

## سجل الفوز

### سباقات أو مراحل فاز بها
| التاريخ       | السباق                                                            | المركز                  |
| ------------- | ----------------------------------------------------------------- | ----------------------- |
| 11 أبريل 1896 | ركوب الدراجات في الألعاب الأولمبية الصيفية 1896 – رجال سباق الزمن | المركز الثالث           |
| 11 أبريل 1896 | ركوب الدراجات في الألعاب الأولمبية الصيفية 1896 – رجال 10 كيلومتر | المركز الثالث           |
| 13 أبريل 1896 | cycling at the 1896 Summer Olympics – men's 12 hour race          | الفائز في التصنيف العام |